# Heimanswetering
La Heimanswetering est un canal néerlandais de la Hollande-Méridionale, reliant le Vieux Rhin au Woudwetering. La Heimanswetering se trouve à l'ouest d'Alphen aan den Rijn. Au pont de Woubrugge, la Heimanswetering devient Woudwetering.

## Histoire
La Heimanswetering a été creusée vers 1200 pour évacuer la tourbe et la terre issues des marais défrichés des deux côtés du canal. Elle servait également à relier le Vieux Rhin au grand lac du Leidsche Meer, dont aujourd'hui ne subsiste que l'actuel Braassemermeer. L'importance de la Heimanswetering pour la navigation fluviale a commencé à décliner vers 1660, à la suite de la construction du Nieuwe Vaart, qui relia la Gouwe au Kromme Aar et à l'Amstel, et qui réduisait ainsi le temps de trajet entre Gouda et Amsterdam.
Après l'ouverture du Canal de l'Aar en 1825, l'importance de la Heimanswetering ne cessa de diminuer, mais vers 1920 la croissance générale du transport aux Pays-Bas a arrêté cette baisse. En 1932, la Heimanswetering était promue axe de transport fluvial de première classe, et après la Deuxième Guerre mondiale, en 1952/1953, le canal a été approfondi ; le canal faisait désormais partie de l'itinéraire pour approvisionner l'aéroport de Schiphol en kérosène depuis le port de Rotterdam. La construction des pipelines des années 1970 a fait cesser ce transport, et de nos jours, l'importance de la Heimanswetering se limite à la plaisance.

## Source
- (nl) Cet article est partiellement ou en totalité issu de l’article de Wikipédia en néerlandais intitulé « Heimanswetering » (voir la liste des auteurs).